# Metal Female Voices Fest
Metal Female Voices Fest est un festival de metal symphonique annuel ayant lieu en Belgique depuis 2003. Comme son nom l'indique, il ne fait intervenir que des groupes dont le chant est assuré par une femme.

## Programmation

### 2003
Le 8 novembre:
Epica, Autumn, Anthemon, Sengir, Keltgar, Morning, The Last Embrace.

### 2004
Le 7 novembre à l'Ancienne Belgique de Bruxelles:
Nightwish, Epica, Flowing Tears, Darkwell, Sengir, Visions of Atlantis, Syrens Call, Ashes You Leave.

### 2005
Le 22 octobre à l'Oktoberhallen de Wieze:
Lacuna Coil, After Forever, Epica, Leaves' Eyes, Autumn, Elis, Midnattsol, Mercury Rai, Asrai, Skeptical Minds, The Legion of Hetheria, Diluvium.

### 2006
Theatre of Tragedy a annulé sa prestation (prévue le 20 octobre) car deux de ses membres étaient malades. Delain devait à l'origine jouer comme invité spécial, mais du coup, ils ont remplacé la prestation de Theatre of Tragedy.
Le 21 octobre à l'Oktoberhallen de Wieze:
Tristania, Delain, Lullacry, Midnattsol, Forever Slave, Xandria, Sengir, Visions of Atlantis, Skeptical Minds, Naiossaion, The Legion of Hetheria, Anachronia, Theatres des Vampires, Macbeth.

### 2007
Les 19 et 20 octobre à l'Oktoberhallen de Wieze.
- Artistes présents (par ordre de passage):

| 19 octobre                                                | 20 octobre | Annulés                               |
| --------------------------------------------------------- | --- | ------------------------------------- |
| Benedictum Dylath-Leen Tourettes Syndrome Holy Moses Doro | Valkyre Interria Distorted Draconian Battlelore Seraphim Delain Elis Flowing Tears Sirenia Epica Leaves' Eyes | Darzamat After Forever Autumn Imperia |

### 2008
Les 18 et 19 octobre à l'Oktoberhallen de Wieze.
- Artistes présents (par ordre de passage):

| 18 octobre | 19 octobre                                                                                   | Annulés                         |
| --- | -------------------------------------------------------------------------------------------- | ------------------------------- |
| Markize Kells Atargatis Macbeth Edenbridge Asrai Diablo Swing Orchestra† Midnattsol† Trail of Tears L'Âme immortelle Epica Tarja | Why she Kills Ethernity Izegrim Chaoswave White Skull Dylath-Leen Benedictum Eths Girlschool | Visions of Atlantis Otep Kittie |

† Diablo Swing Orchestra a commencé en retard en raison de problèmes de trafic sur les autoroutes belges ce jour-là et sa représentation a été écourtée.

† Pour les mêmes raisons que Diablo Swing Orchestra, la représentation de Midnattsol a dû être complètement annulée mais le groupe était quand même présent sur place et a participé à la séance de dédicace.

### 2009
Les 17 et 18 octobre à l'Oktoberhallen de Wieze.
- Artistes présents (par ordre de passage):

| 17 octobre | 18 octobre |
| --- | --- |
| Pinky Doodle Poodle Whyzdom Atargatis UnSun Manic Mov. Kivimetsan D. Amberian Dawn Autumn Flowing Tears Krypteria Midnattsol Delain Epica (+ Floor Jansen et Ad Sluitjer en guests) | To-Mera Coronatus Lahannya Deadlock Stream of Passion Darzamat Van Canto Trail of Tears Leaves' Eyes Doro Pesch (+Floor Jansen en guest spécial) Tarja Turunen |